# Battledress

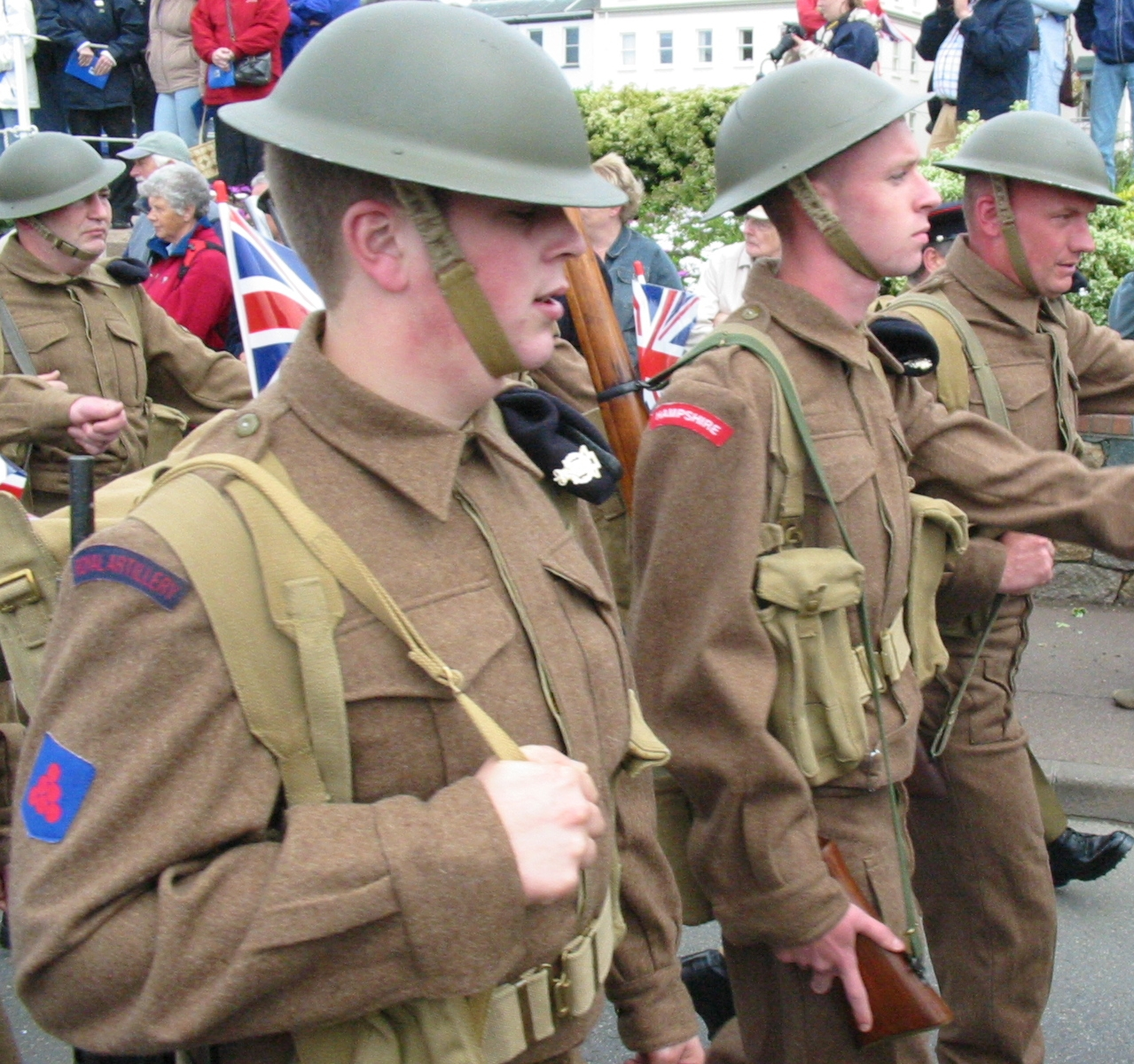
Soldats britànics en battledress (reconstrucció històrica fidel)

El battledress ('uniforme de campanya') fou el model d'uniforme de campanya reglamentari de les forces armades britàniques entre 1938 i 1961, aproximadament, imitat subsegüentment per multitud d'altres exèrcits. La seva línia emimentment pràctica i estèticament innovadora (a base de caçadora i pantaló multibutxaca) suposà una autèntica revolució uniformològica d'abast mundial que trencà amb la línia tradicional (a base de guerrera amb pantalons de tipus civil o amb calçons) i posà les bases de l'estil característic dels uniformes de campanya actuals.

## Origen
Al llarg dels anys trenta, l'exèrcit britànic emprengué estudis i proves de camp per a dissenyar un nou uniforme de campanya més modern i pràctic amb què substituir el vigent. La majoria de prototips es limitava a reformes de detall sobre el service dress vigent, però amb alguna novetat d'interès, com ara un precedent directe del barret de jungla proposat (en 1932-1933) per a substituir la gorra de plat.
En 1937-1938 acabaria imposant-se un uniforme de denim d'un estil radicalment nou, inspirat en la roba esportiva i de lleure llavors de moda: caçadora i pantalons bombatxos. Com a lligadura corresponent es proposava el casquet de caserna, la lligadura militar antonomàstica d'entreguerres arreu del món.

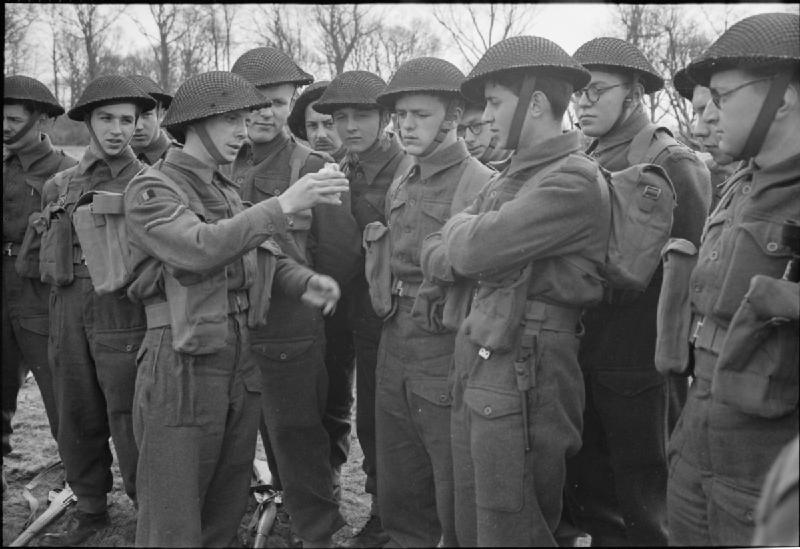
Típic aspecte del battledress en campanya

## Adopció
El 1938 començà a produir-se industrialment una versió més sofisticada d'aquest model de prova, ara confeccionada en sarja caqui, el qual entre finals de 1938 i al llarg de 1939 començaria a equipar la totalitat de l'exèrcit com a nou uniforme de diari i campanya, sota el nom de battledress (oficialment, battledress, serge, 'uniforme de campanya, de sarja'). La substitució progressiva de l'anterior service dress culminaria la primavera de 1940.
Així doncs, el soldat britànic (i de la Commonwealth) encarà la Segona Guerra Mundial dotat d'un uniforme que, dins la seva senzillesa, era el més pràctic i modern del món.

## Disseny

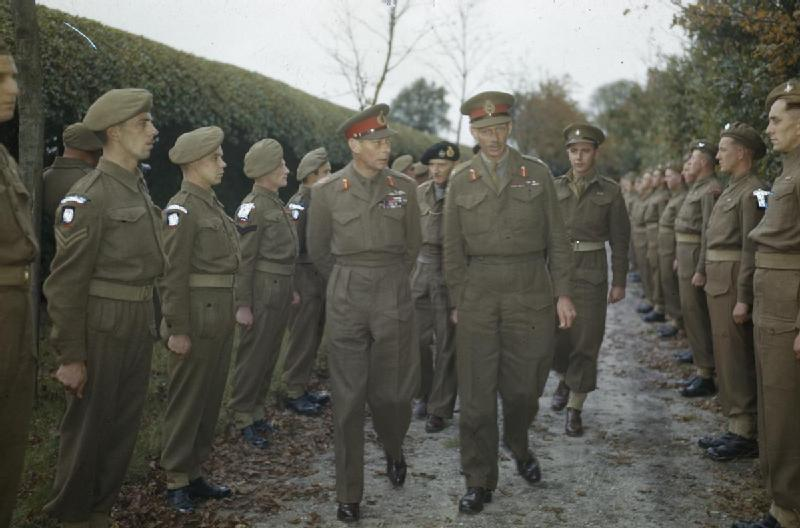
Bona vista general del battledress, tant d'oficialitat com de tropa, en una revista reial a l'exèrcit britànic (Països Baixos, 1944)

El battledress constava de lligadura, caçadora i pantaló multibutxaca, confeccionats de sarja caqui (drab serge). Caçadora i pantalons eren tallats bastant balders per tal de dur-los amb roba d'abrigar per sota (roba interior de llana, camisa, jersei, etc.), en cas necessari. L'uniforme era idèntic per a tots els graus, que, en principi, només es distingien per les divises, si bé els exemplars de l'oficialitat, normalment fets a mida, eren de major qualitat que els de la tropa, confeccionats en sèrie.
De cara a fred intens hi havia, també, un capot creuat caqui, m. 1939 (1939 pattern greatcoat), amb versions de tropa i d'oficial.

### Caçadora

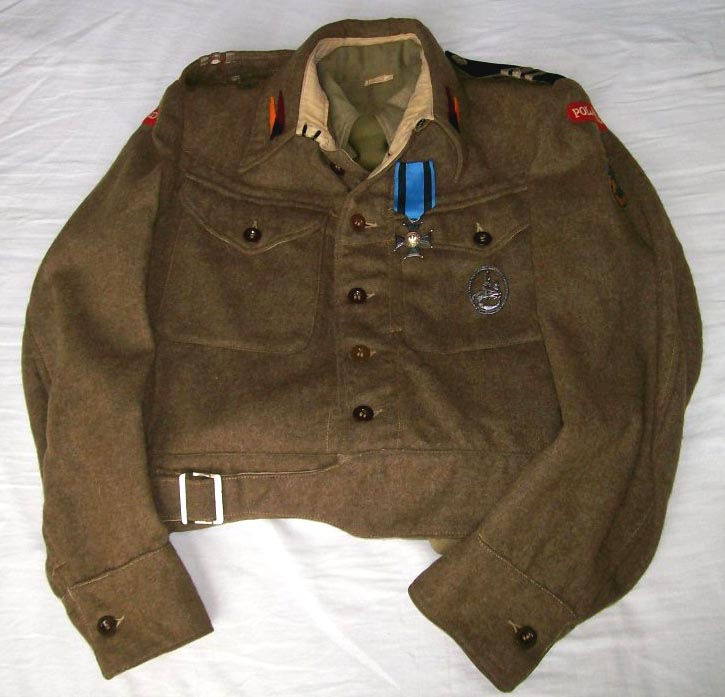
Caçadora del battledress d'un voluntari polonès (ací, una versió economy amb botonatge vist)

La caçadora del battledress (battledress blouse), rematada a l'altura de la cintura natural, era recta, amb botonada invisible, i de caient recte i folgat; inicialment de coll girat, tenia mànigues llargues amb punys muntats (tancant amb botó de puny); muscleres semi-fixes (lleugerament inclinades i de terminació arrodonida, sempre tancant amb botó vist); i dues butxaques pectorals aplicades (amb tapeta apuntada); la cintura, ajustada, consistia en una banda estreta a manera de cinturó incorporat, que tancava amb sivella, a la banda dreta.

### Pantalons
Els pantalons del battledress (battledress trousers) foren el primer model de pantaló multibutxaca de la història. Llargs, rectes i de pinces, de cintura alta amb travetes, i ajustables als baixos (mitjançant tira d'ajustament i botó, o simplement botó i trau), tenien almenys cinc butxaques: dues de biaix als malucs; una d'aplicada i sense tapeta (per a dur les benes sanitàries de campanya) a la banda frontal dreta; una gran butxaca de càrrega aplicada al frontal del camal esquerre (compensant la pèrdua de les butxaques de faldó), amb tapeta apuntada; i una butxaca posterior a la banda dreta, de tall i amb tapeta apuntada.
Els pantalons estaven dissenyats per a dur amb elàstics; la funció de les travetes era ser-ne el punt de fixació, més que no passar-hi un cinturó. Amb tot, s'hi passava el cinturó de l'equipament, connectat a les cingles, quan es lluitava en mànigues de camisa.

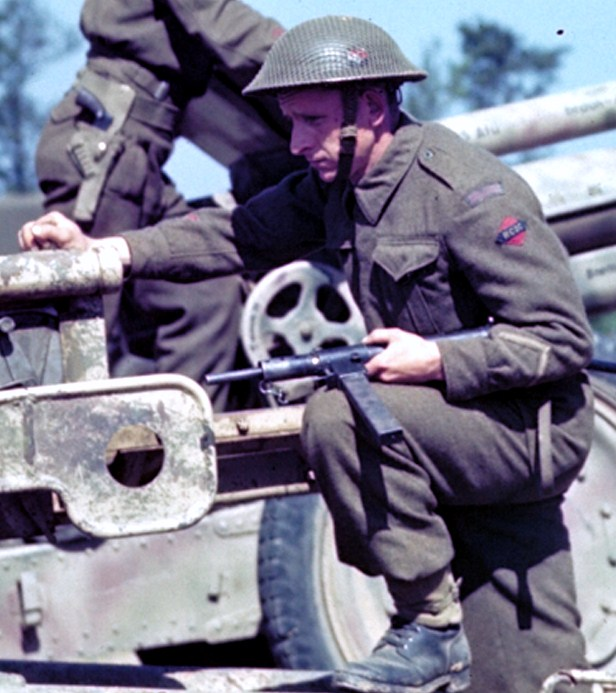
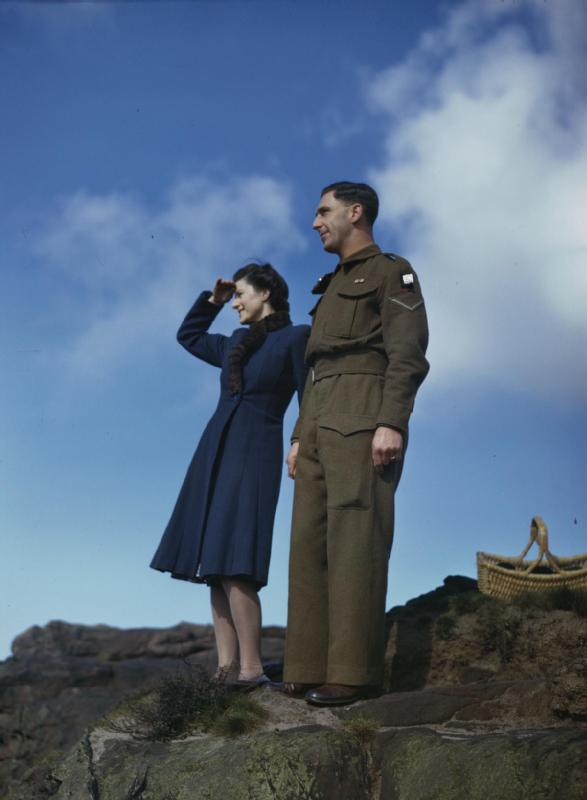

Battledress en campanya (amb casc i polaines) i en passeig (1944, la boina GSC a la musclera dreta)
Normalment els pantalons es duien amb els baixos ajustats i calçant botines (ammunition boots), més polaines baixes (anklets) per damunt del conjunt. En passeig podien dur-se amb els baixos sense ajustar caient per damunt de les botines, fent efecte de pantalons de vestir amb sabates.

### Lligadures
La lligadura, quan no es duia casc, consistí, successivament, en: 

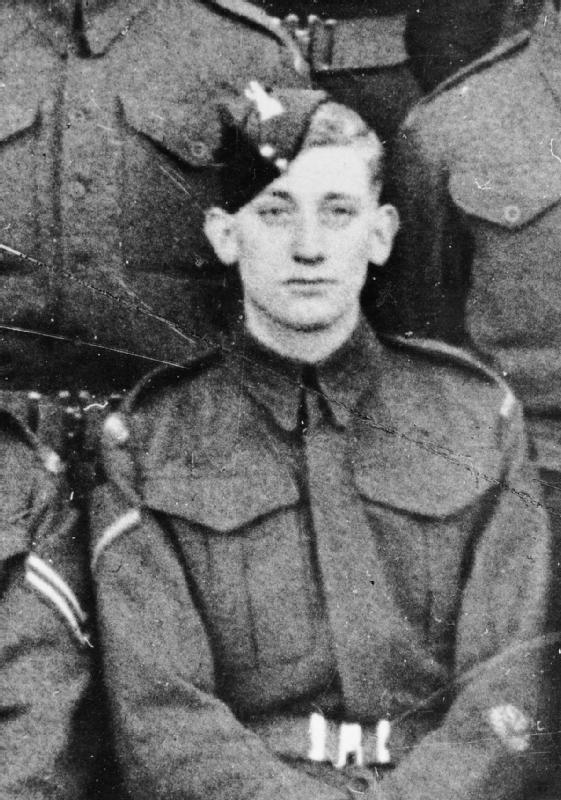
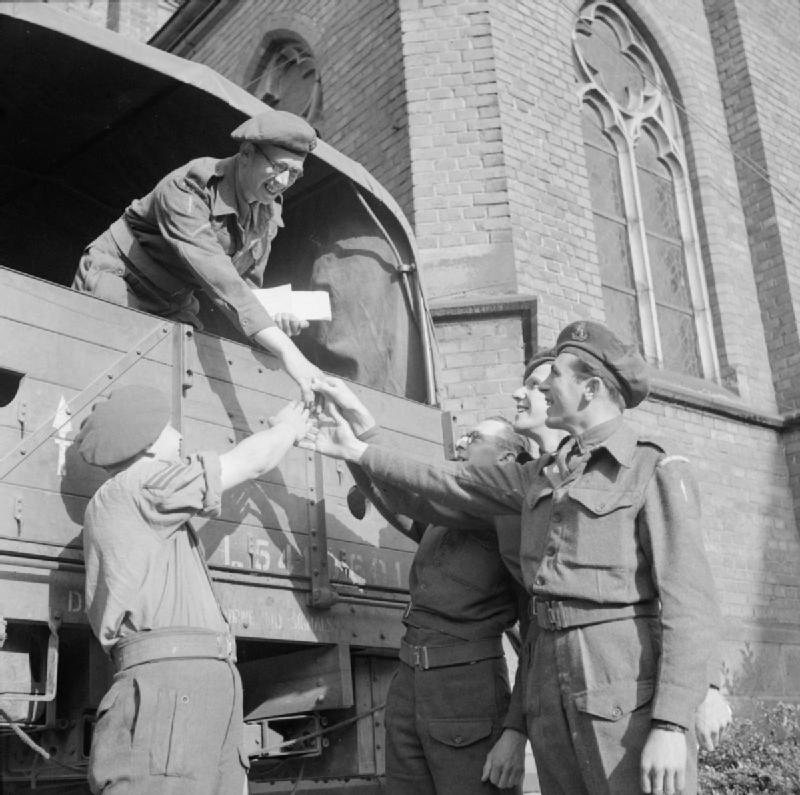

Casquet de caserna m. 1937; boina m. 1943 (general service cap); típica boina d'estil tanquista
- de 1937 a 1943, un casquet de caserna arrodonit (field service cap, 'lligadura de servei en campanya'), de manxa i amb orellera tancada al front per dos botons, més visera plegada sota l'orellera; ben rarament es desplegaven. De fet, aquest sidecap era exactament el mateix model que en versió blau marí havia estat reglamentari en 1894-1901 (oficialment amb el mateix nom de field service cap, malnomat llavors Austrian cap, per l'estil), ara recuperat en sarja caqui. N'hi havia versions regimentals multicolors, generalment d'adquisició privada, que podien usar-se en passeig i gala.

- paral·lelament, de 1937 a 1943, l'oficialitat, en comptes del casquet de tropa, conservava la gorra de plat caqui m. 1902 (oficialment, service dress cap, 'gorra de l'uniforme de servei'); el 1943 seria suprimida en campanya, en profit de la lligadures successivament reglamentàries per a la tropa (és a dir, les boines m. 1943 i m. 1950).

- de 1943 a 1950, una boina de sarja caqui (general service cap, 'lligadura de servei general'), feta de diverses peces cosides. La tropa detestava aquesta lligadura, a què aplicava tota mena de malnoms denigrants (com ara cap, ridiculous); l'oficialitat mirà de substituir-la per una boina d'estil tanquista, però en caqui. Curiosament, la historiografia militar britànica és unànime a considerar que la GSC no era un tipus de boina.

- a partir de 1950, una boina de llana blau marí (beret, 'boina'), o d'altres colors per a determinades armes. Fou immensament popular entre la tropa, potser perquè presentava el mateix disseny que les boines usades de feia temps per forces d'elit com tanquistes, paracaigudistes i comandos. De fet, esdevingué la lligadura militar britànica per excel·lència, usada amb tota mena de models d'uniforme de diari i campanya (a voltes en concurrència amb la gorra de campanya o el barret de jungla), i continua en ús avui.

Les unitats escoceses, emperò, usaren sempre les lligadures tradicionals amb el battledress: casquet glengarry o boina balmoral per a passeig i gala, i boina tam o' shanter per a campanya. En canvi, arran la introducció del battledress llurs peces inferiors tradicionals (faldilla kilt i pantaló triubhas) s'arraconaren a diari, passeig i gala, però desaparegueren de campanya, substituïdes pels pantalons multibutxaca d'ús general.

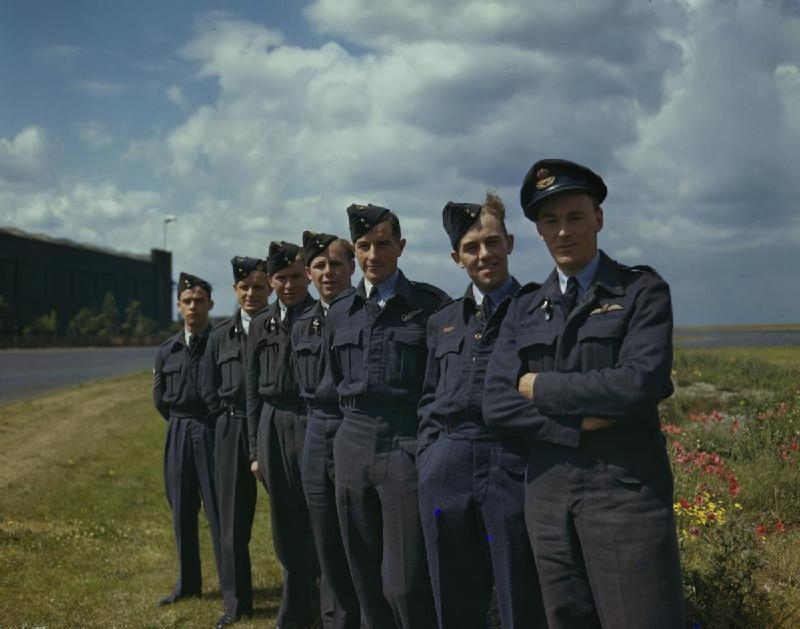
Battledress de la RAF

En el cas de la RAF, el casquet de caserna en blau aviador fou la lligadura habitual ininterrompudament, vora la gorra de plat d'oficial.

### Variants

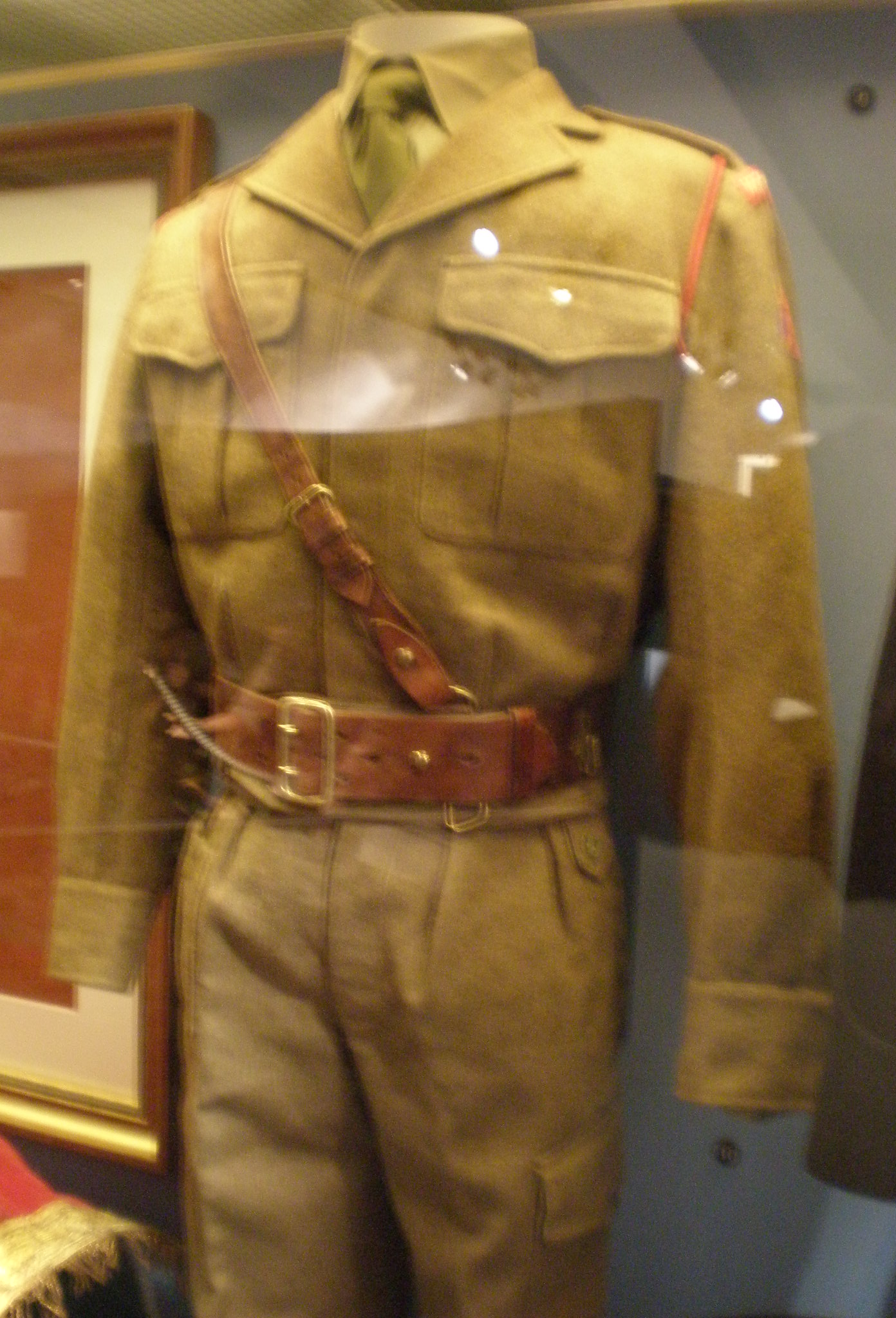
Battledress m. 1949, en versió de gala; observeu les solapes i la butxaca de càrrega ja lateral

Només per a ús britànic s'han descrit almenys cinc grans variants successives de battledress, les quals presenten diferències de detall: tapetes i punys amb botó vist o invisible; butxaques pectorals amb plecs o sense; presència o absència de butxaques interiors, de butxaqueta de rellotge, de botó d'ajustament als baixos dels pantalons... En la variant de 1940, per exemple, el frontal tancava amb botons vistos. El 1946, i novament el 1947, es canvià el disseny del coll de la caçadora, de manera que es pogués tancar, en campanya, i, en passeig i gala, obrir-lo a manera de solapes, per a dur amb camisa i corbata. Era un canvi que la tropa reclamava i havia començat a fer per compte propi, dolguda de les elegants guerreres de solapes que lluïa l'oficialitat en aquests casos (i també de les caçadores i jaquetes de campanya estatunidenques, totes de solapes).
El canvi de disseny més rellevant es produí el 1949, i establí el model definitiu: la caçadora passà a ésser de solapes pròpiament dites; i, pel que fa als pantalons, la butxaca de càrrega es traslladà del frontal al lateral del camal esquerre, com en el pantaló multibutxaca estatunidenc; però, a diferència d'aquest, no se n'hi afegí a l'altre camal.

## Ús britànic
El battledress s'havia previst com a uniforme de diari i campanya, mentre que l'anterior service dress (m. 1902) havia de romandre per a passeig i gala. En la pràctica, el battledress acabà imposant-se per a tot ús, fins i tot en les parades militars. Només l'oficialitat continuaria emprant el service dress per a passeig i gala, ús que continua ininterrompudament fins avui.

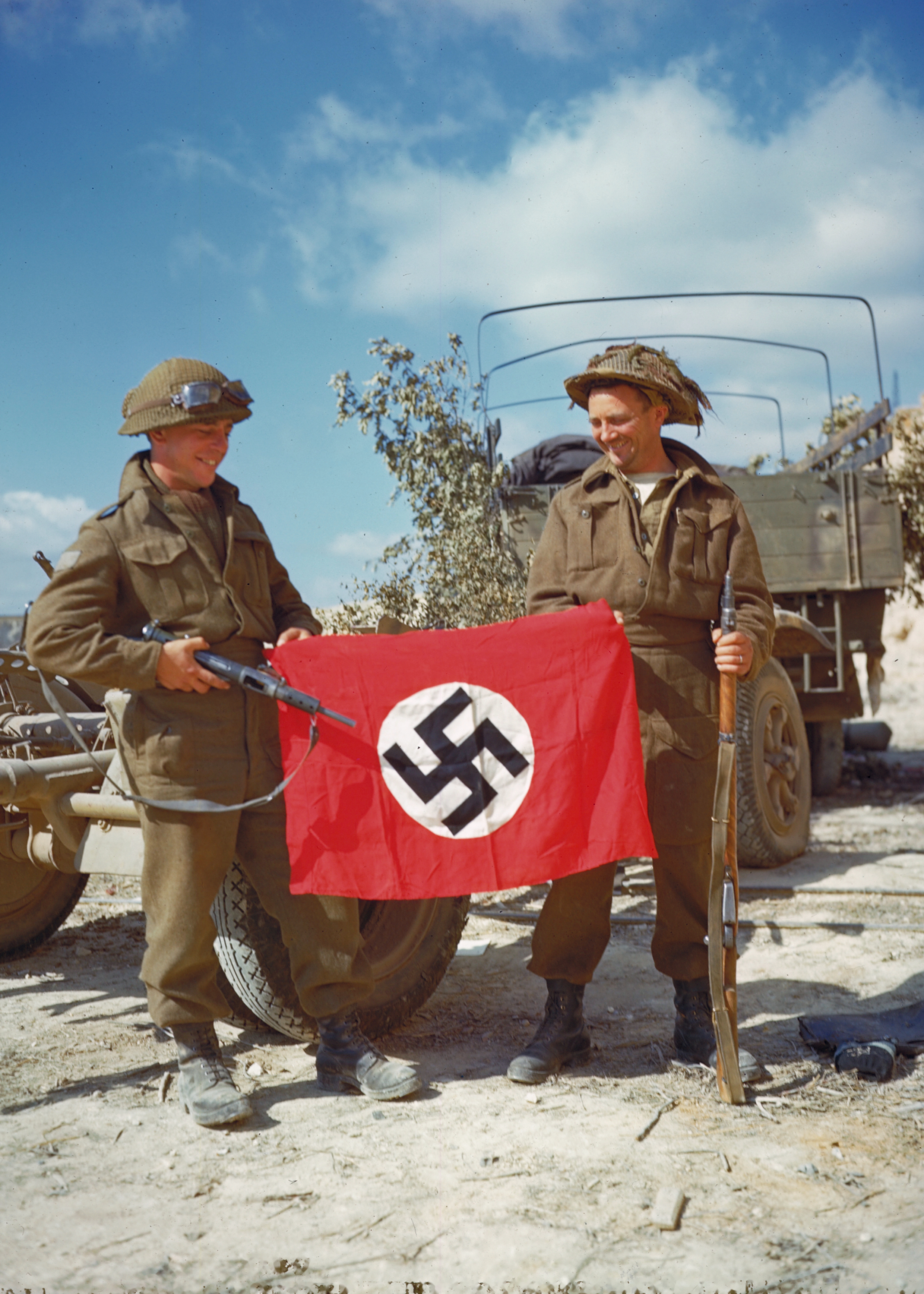
Soldats canadencs en battledress (Normandia, 1944)

## Èxit internacional
El battledress caqui fou adoptat entorn de 1939 per tots els altres estats de la Commonwealth (Canadà, Austràlia, Nova Zelanda...), cadascun amb matisos i amb evolucions peculiars. Fou molt prestigiosa la versió canadenca, per la qualitat tant del teixit –d'un caqui més verdós-- com de la confecció; els soldats britànics miraven de procurar-se'n algun exemplar, perquè sentava més bé.
Ja durant la Segona Guerra Mundial les tropes lliures de múltiples països incorporades a les forces britàniques (txecs, polonesos, francesos, neerlandesos, belgues, etc., etc.) foren reequipades amb battledress, que duien amb emblema de nacionalitat. Fins i tot el Tercer Reich imità el battledress amb l'uniforme de campanya m. 1944, en què la peça superior era una caçadora (Feldbluse) manifestament inspirada en la battledress blouse (però, és clar, en feldgrau).

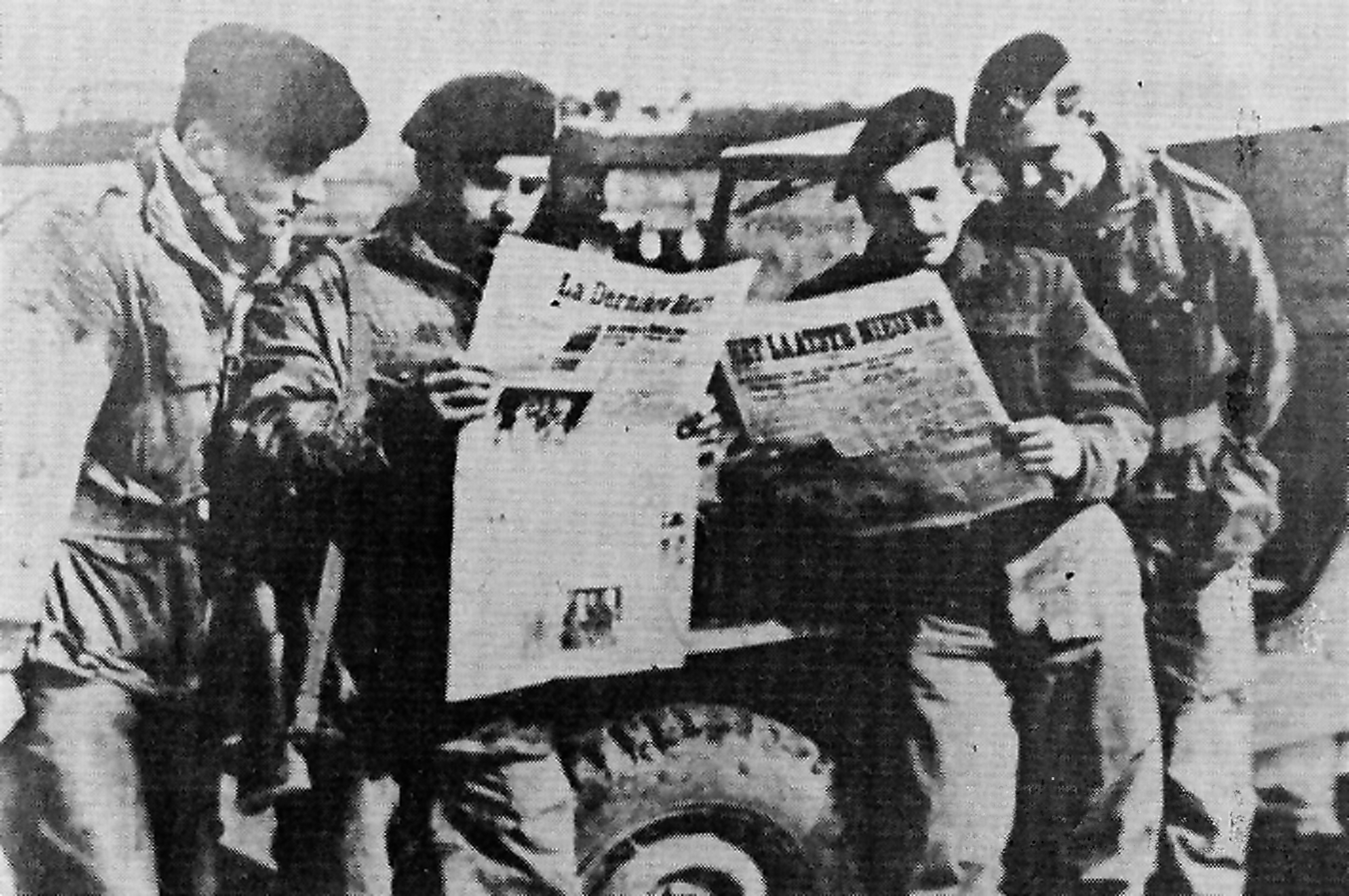
Battledress belga (Guerra de Corea), bon exemple de la difusió internacional del model

En la segona postguerra mundial el battledress fou copiat o imitat per múltiples exèrcits, generalment en caqui (i amb solapes). Fou el cas de França, Itàlia, Bèlgica, Països Baixos, Dinamarca, Noruega, Grècia, diversos estats àrabs, Índia, Pakistan, etc., etc. També Portugal l'imità, però en el gris (cinzento) que ja hi era tradicional per a campanya. D'aquesta manera, el battledress fou el tipus més habitual d'uniforme de campanya en la majoria d'estats del bloc capitalista (incloent-hi bona part del Tercer Món) entre 1945 i 1960, aproximadament.

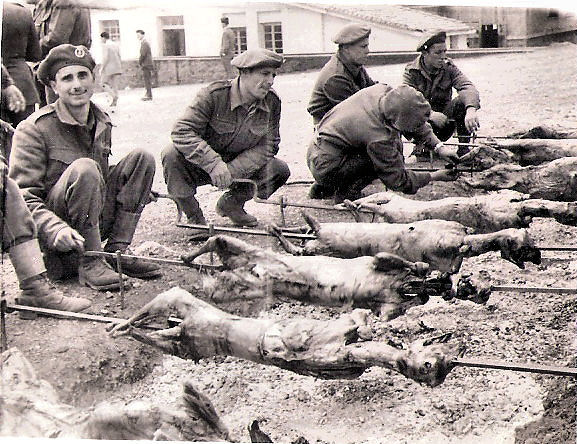
Una altra imitació clàssica: battledress grec als anys cinquanta

## Influència en altres models d'uniforme
L'estil del battledress influí decisivament en el disseny dels diversos models d'uniforme de campanya usats pels EUA durant la Segona Guerra Mundial, la majoria dels quals tenia una caçadora d'estil senzill com a peça superior.
D'aquest esquema del battledress sorgí, així mateix, l'uniforme de campanya estatunidenc model 1943, revolucionari al seu torn, en què s'introdueix la jaqueta de campanya, una peça estilísticament similar a la caçadora del battledress, però amb faldons, destinada a esdevenir la peça superior de campanya antonomàstica.

## Extinció al Regne Unit
En el cas britànic, el battledress continuà essent reglamentari, pràcticament per a tot ús, fins entorn de 1961. Emperò, el 1951 s'introduí un nou uniforme de campanya, m. 1950 (1950 pattern combat dress), que, per primera volta en la història uniformològica britànica, era en verd oliva i incloïa jaqueta de campanya d'inspiració estatunidenca, així com gorra de campanya. Dissenyat com a sobreuniforme, el model 1950 era d'ús restringit, només per a l'hivern (dut per damunt del battledress) i tan sols per a determinats teatres d'operacions. El battledress romania l'uniforme per defecte.
Entorn de 1961, i coincidint amb l'abolició del servei militar (1960-1963), el sobreuniforme verd oliva m. 1950, lleugerament reformat i reclassificat com a m. 1960 (1960 pattern combat dress), esdevingué l'uniforme de campanya reglamentari per a la totalitat de l'exèrcit, en substitució del battledress caqui. La substitució, progressiva, conclouria en 1962-1963 (segons Jewell 1981, p. 11-12).
El battledress fou usat encara durant uns anys per la reserva voluntària, fins a extingir-se definitivament a mitjan anys seixanta.

## Extinció internacional, però clau de l'actualitat
També els altres estats de la Commonwealth abandonaren el battledress, a cavall dels anys cinquanta i seixanta. En aquest període, els EUA havien substituït el Regne Unit com a model a imitar internacionalment; en conseqüència, la majoria d'exèrcits del món que entorn de 1945 havien adoptat alguna versió de battledress, generalment en caqui, a base de caçadora i pantaló multibutxaca (amb butxaca de càrrega al camal esquerre), pels volts de 1960 tendiren a substituir-lo per nous uniformes en verd oliva a base de jaqueta de campanya i pantaló multibutxaca (amb butxaca de càrrega en cada camal), amb què acabaven d'imposar-se internacionalment els grans trets de l'estil d'uniforme de campanya vigents encara avui, d'imprompta estatunidenca, però derivats en darrera instància del battledress britànic.